# Dalečín
Obec Dalečín se nachází zhruba 7,5 km severně od Bystřice nad Pernštejnem a 13 km vsv. od Nového Města na Moravě v okrese Žďár nad Sázavou v Kraji Vysočina. Žije zde 669 obyvatel.

## Název
Jméno vsi znělo původně Daličín (není písemně doloženo) a bylo odvozeno od osobního jména Dalicě (ve starší podobě Dalica), což byla domácká některého jména obsahujícího Dale- (např. Dalebor, Dalemil). Význam místního jména byl "Dalicův majetek".

## Historie
První, často zpochybňovaná, zmínka o Dalečíně pochází z roku 1086 v listině Opatovického kláštera, která uvádí Daletice (byť zřejmě ty u Dolívky). První spolehlivá písemná zmínka o obci pochází z roku 1349. Tehdy byl postoupen spolu s Písečným a Dětochovem (dnes Vítochov) Znatovi z Tasova (území získal od své manželky Kláry). Dalečín v tu dobu tvořil středisko samostatného panství, které v roce 1358 získal Jimram z Pernštejna. Další události z historie obce jsou nám známy díky záznamům v Moravských zemských deskách. V roce 1588 Jan z Pernštejna prodal obec Pavlu Katharynovi z Katharu. O dva roky později jej získala jeho manželka Krizelda Čejkovna z Olbramovic. Roku 1603 jej spolu s okolními obcemi Petr a Jan Katharynové prodali Vilému Dubskému z Třebomyslic. Po Bílé hoře mu byl majetek zkonfiskován a novým majitelem se stal Štěpán Schmidt z Freihofenu. Mezi lety 1624–1633 bylo dalečínské panství připojeno hraběnkou Šlikovou ze Salmu ke kunštátskému panství. K němu patřil až do zrušení patrimoniální správy. Posledním majitelem se stal svobodný pán Honrichs.

## Obyvatelstvo
| Rok            | 1869 | 1880 | 1890 | 1900 | 1910 | 1921 | 1930 | 1950 | 1961 | 1970 | 1980 | 1991 | 2001 |
| Počet obyvatel | 1065 | 1099 | 1102 | 1074 | 1013 | 984  | 937  | 772  | 827  | 813  | 799  | 775  | 723  |

## Školství
- Základní škola a Mateřská škola Dalečín

## Pamětihodnosti
- Kostel svatého Jakuba Většího, ke kterému vede po schodišti Křížová cesta
- zámek Dalečín
- zřícenina hradu Dalečín
- Jaroškova vila

## Části obce
- Dalečín
- Hluboké
- Veselí

Do roku 1920 a na krátký čas od roku 1955 až do jeho zániku byl součástí Dalečína i Chudobín, který byl zaplaven vírskou přehradou.

## Galerie

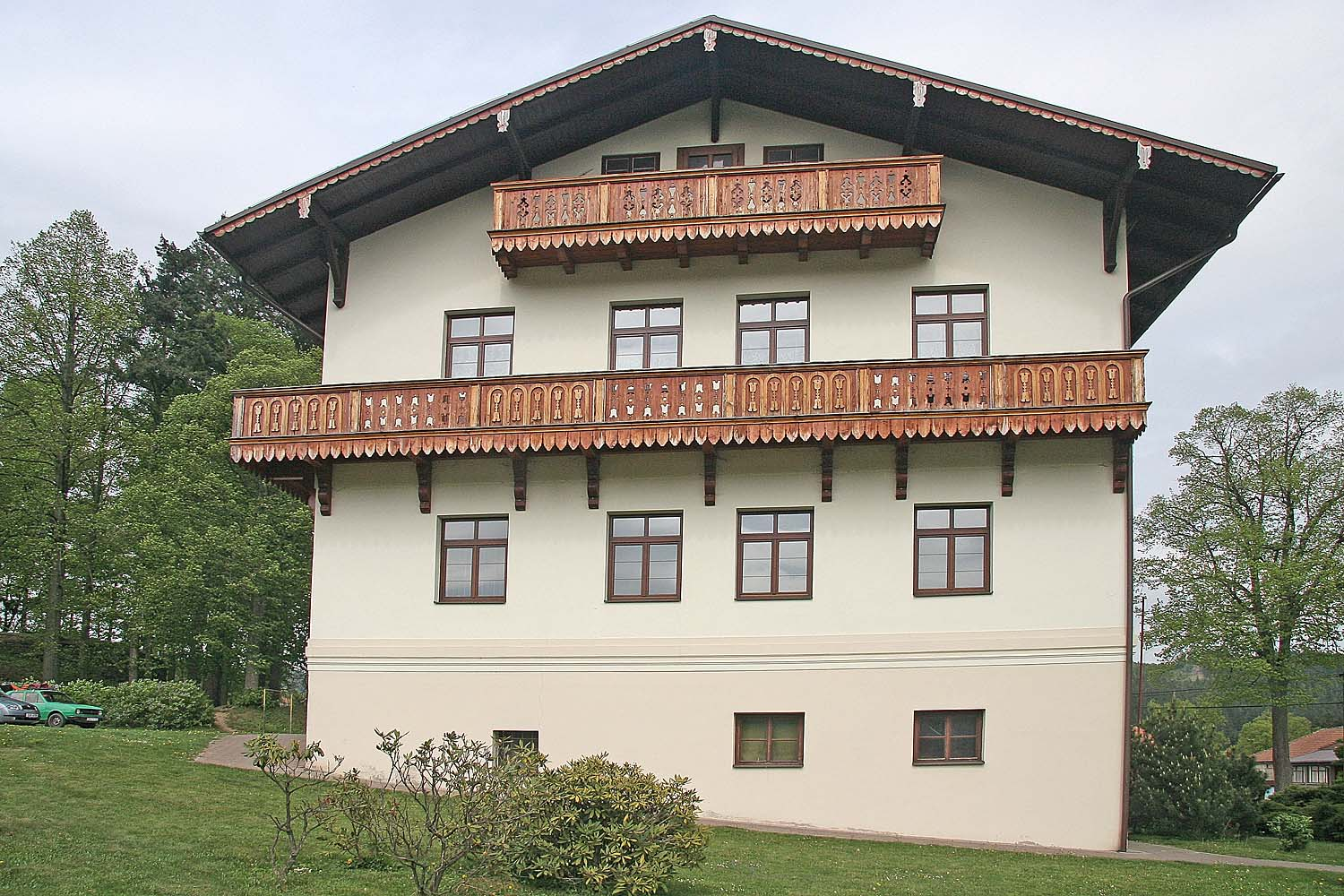
Bývalý zámek v Dalečíně – využit jako budova obecního úřadu
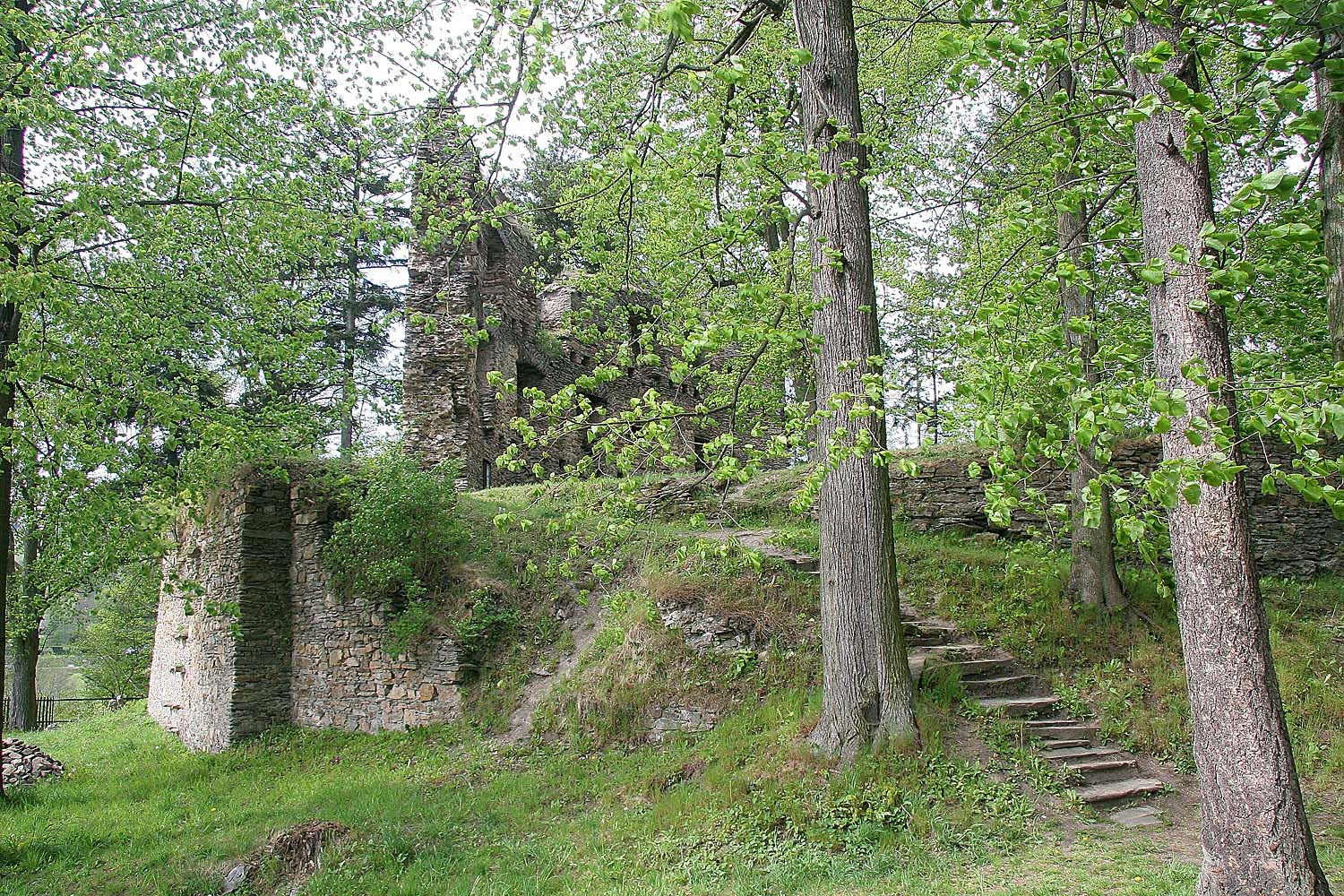
Hrad Dalečín – přístup do paláce
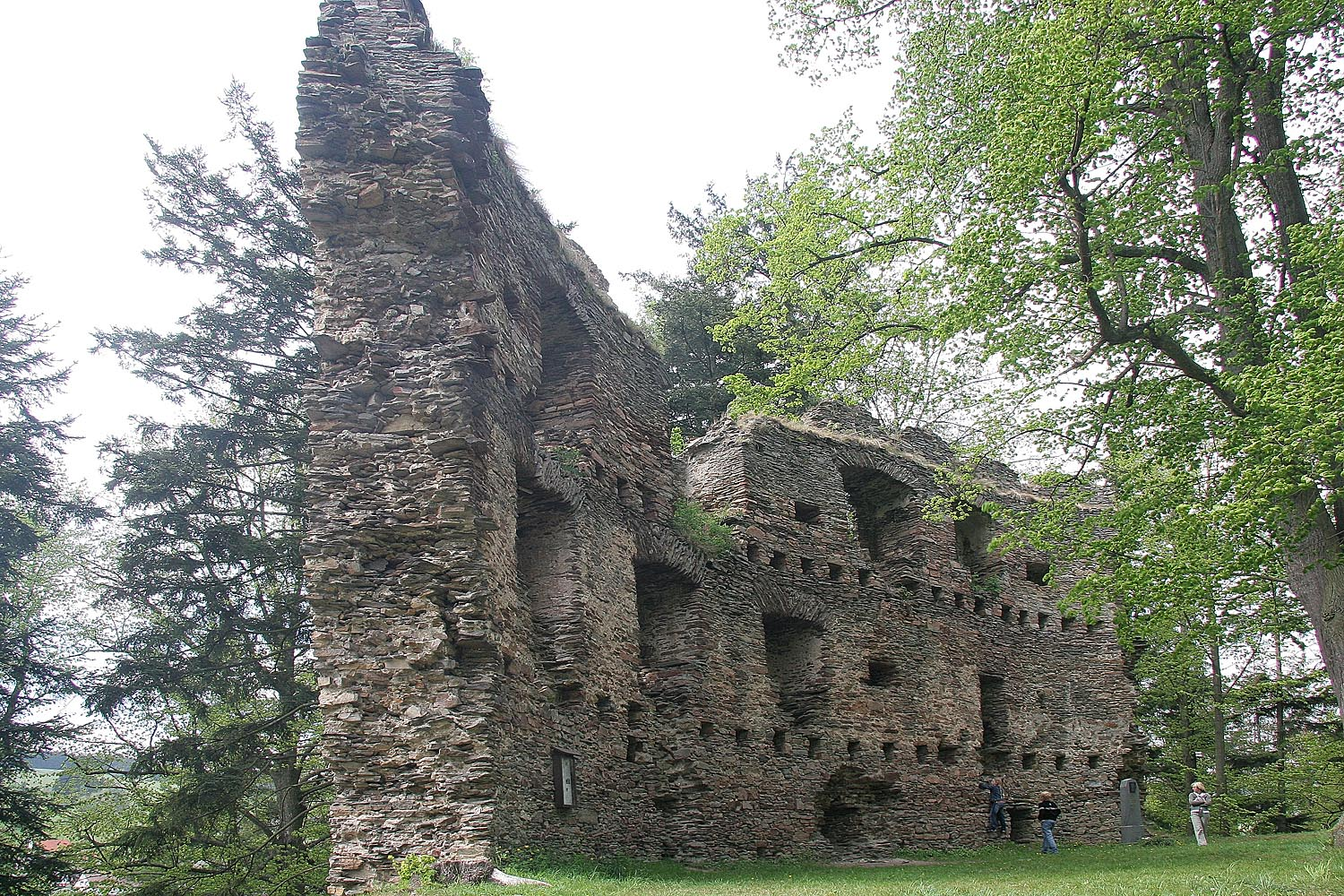
Hrad Dalečín
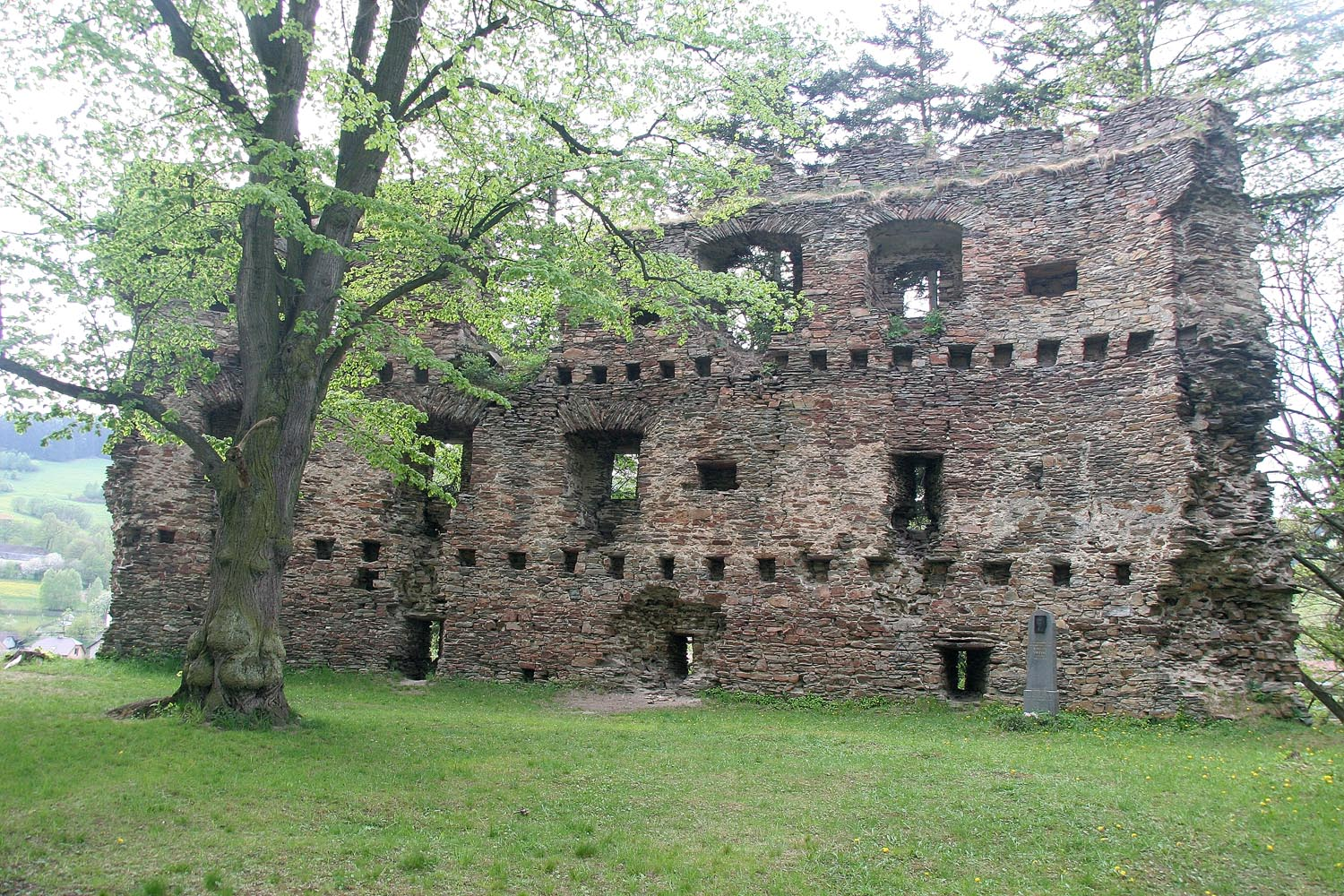
Hrad Dalečín
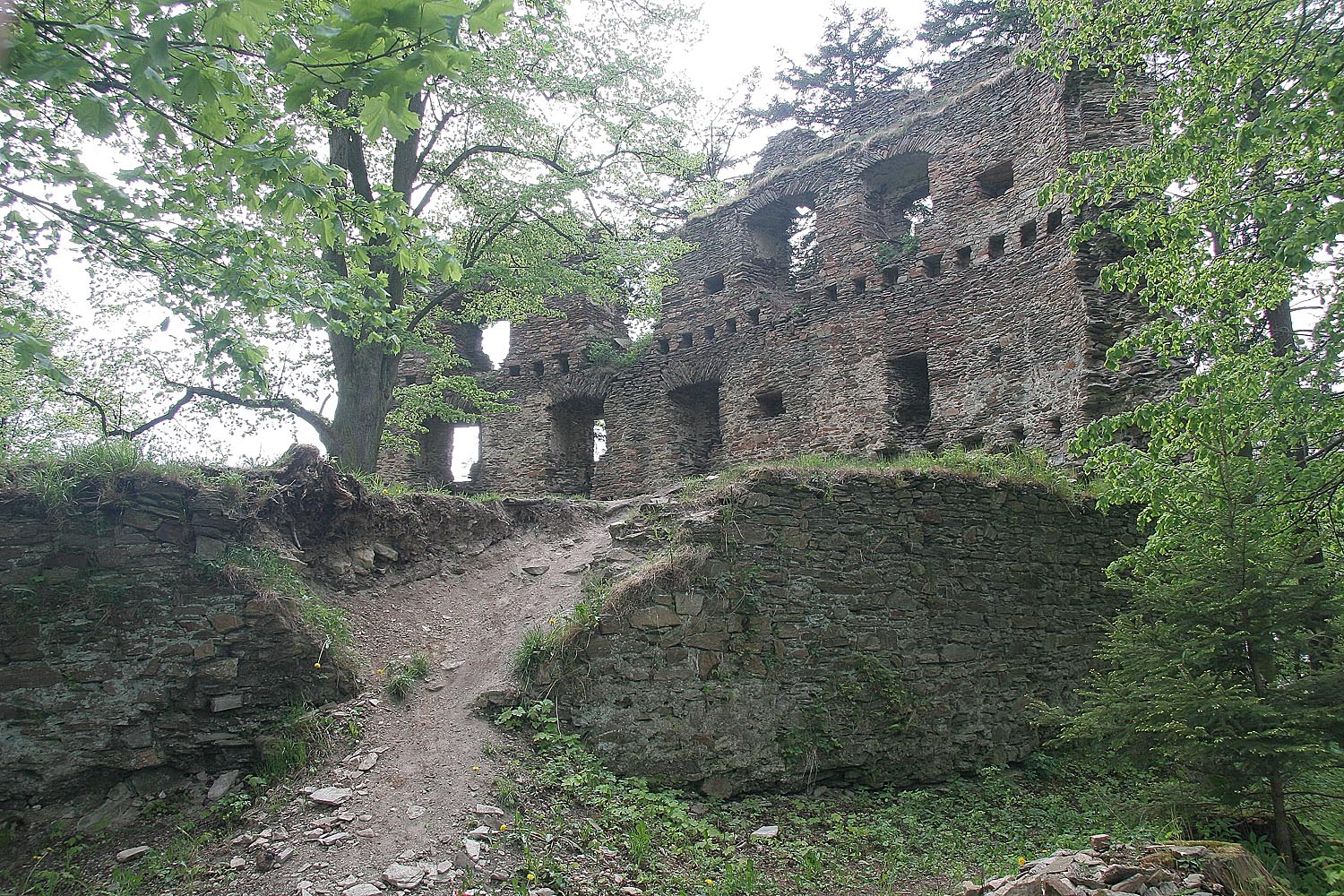
Hrad Dalečín – pozůstatky obvodní zdi
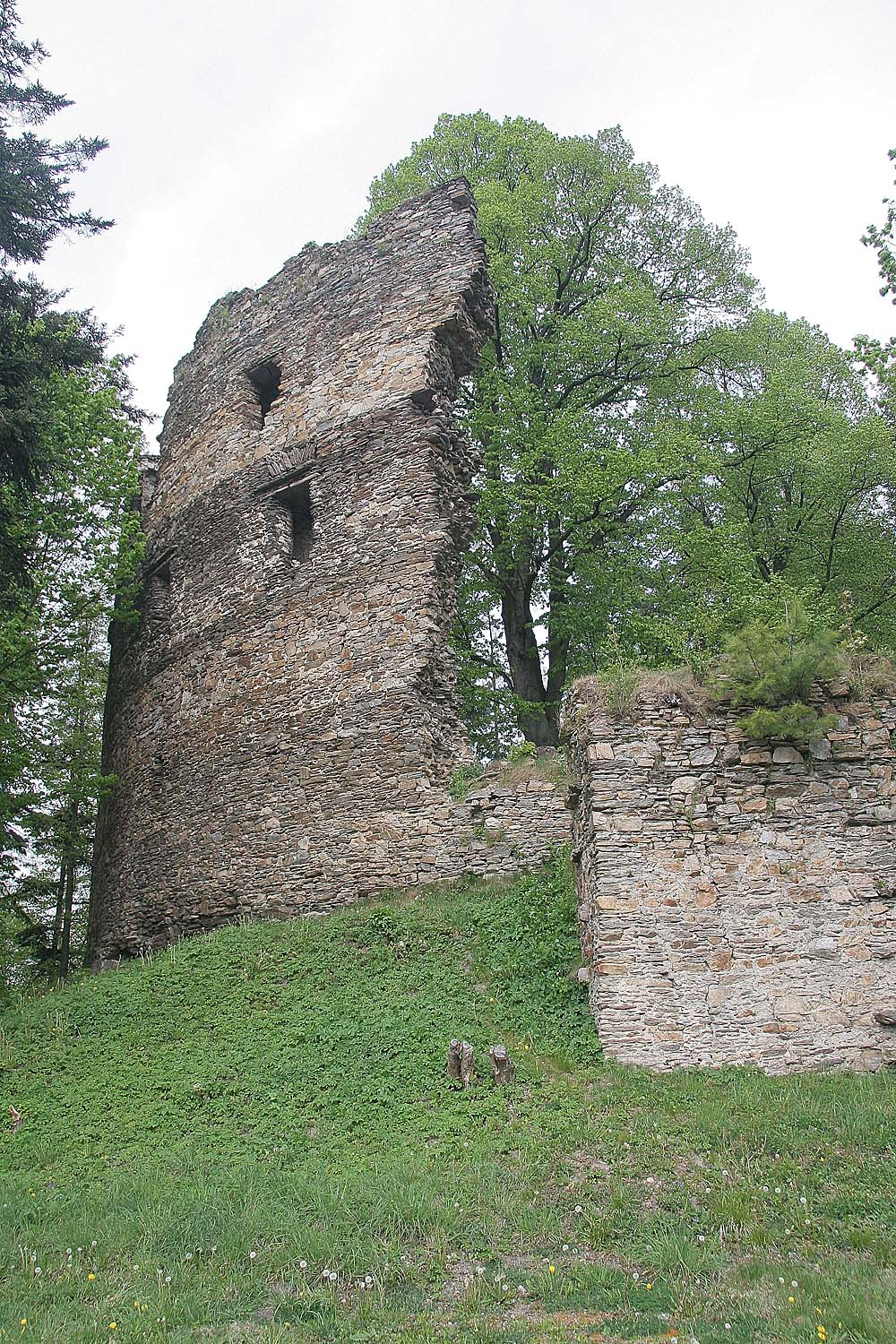
Hrad Dalečín
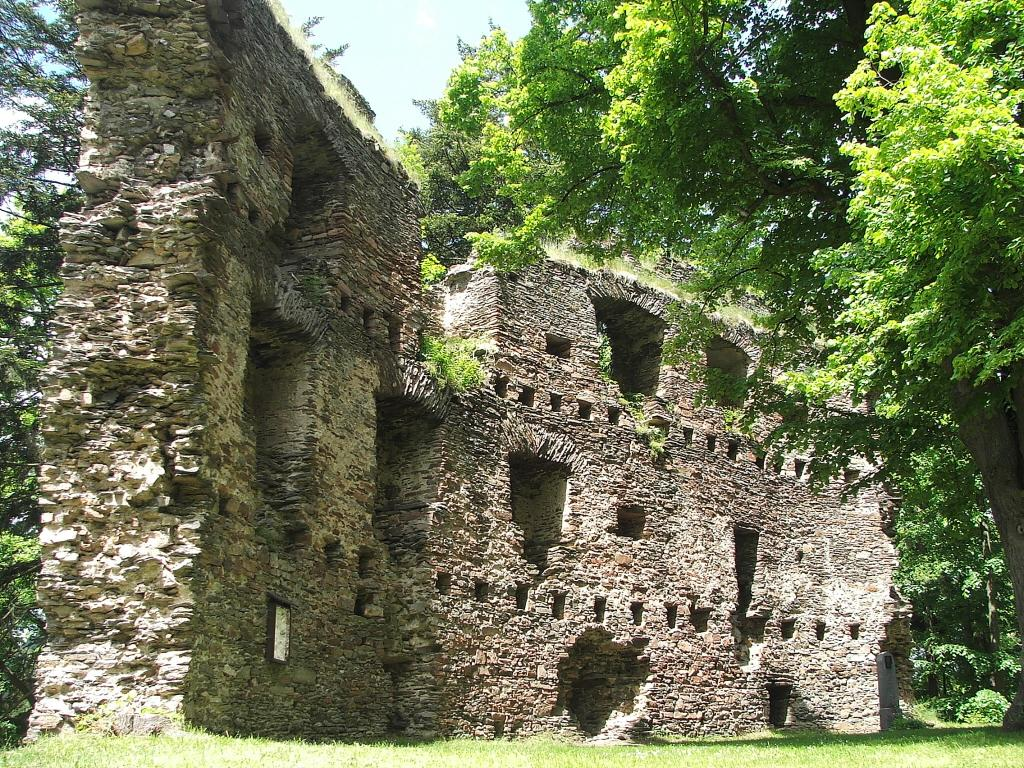
Pohled na zachovalou část hradu Dalečín v roce 2006
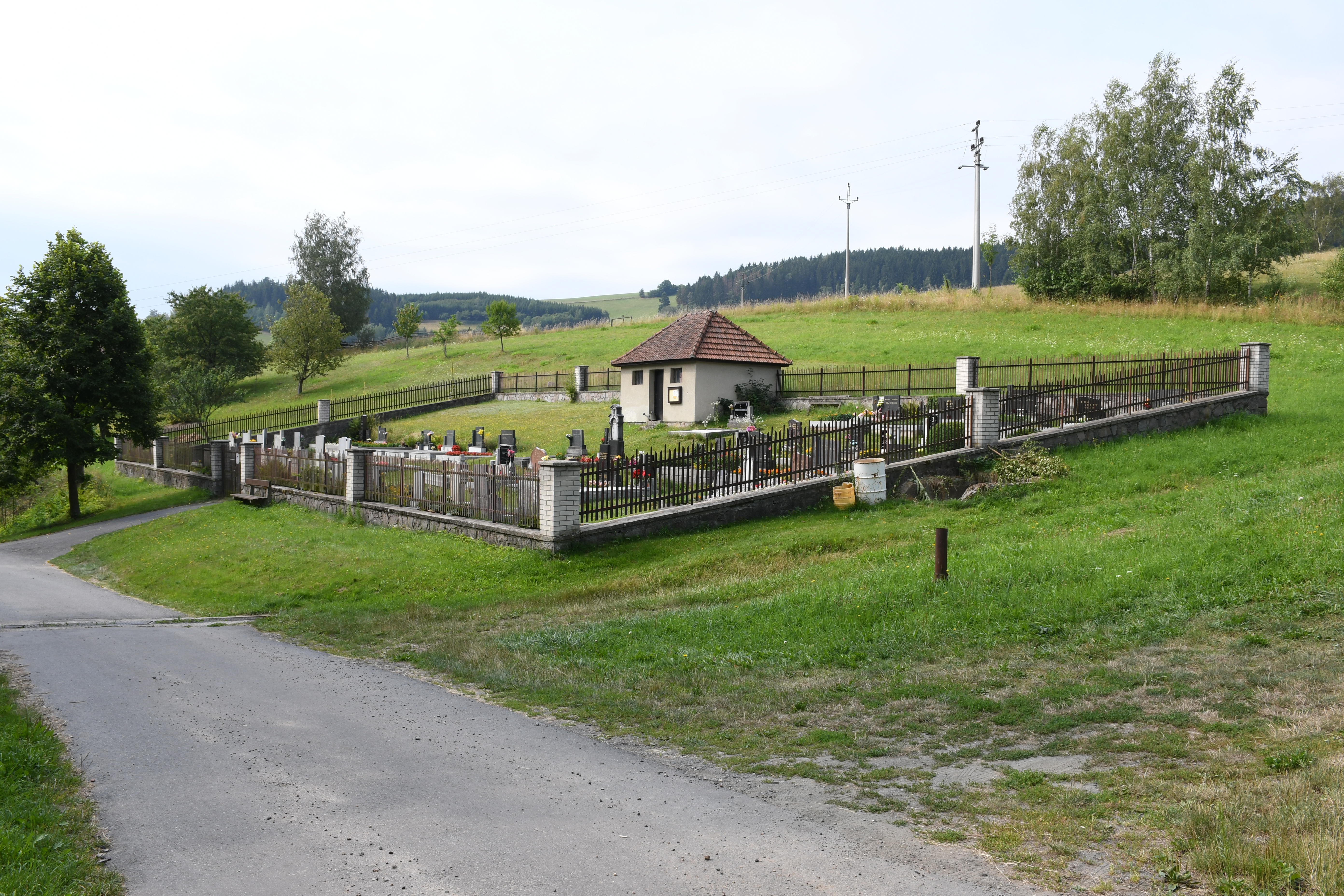
Evangelický hřbitov v Dalečíně
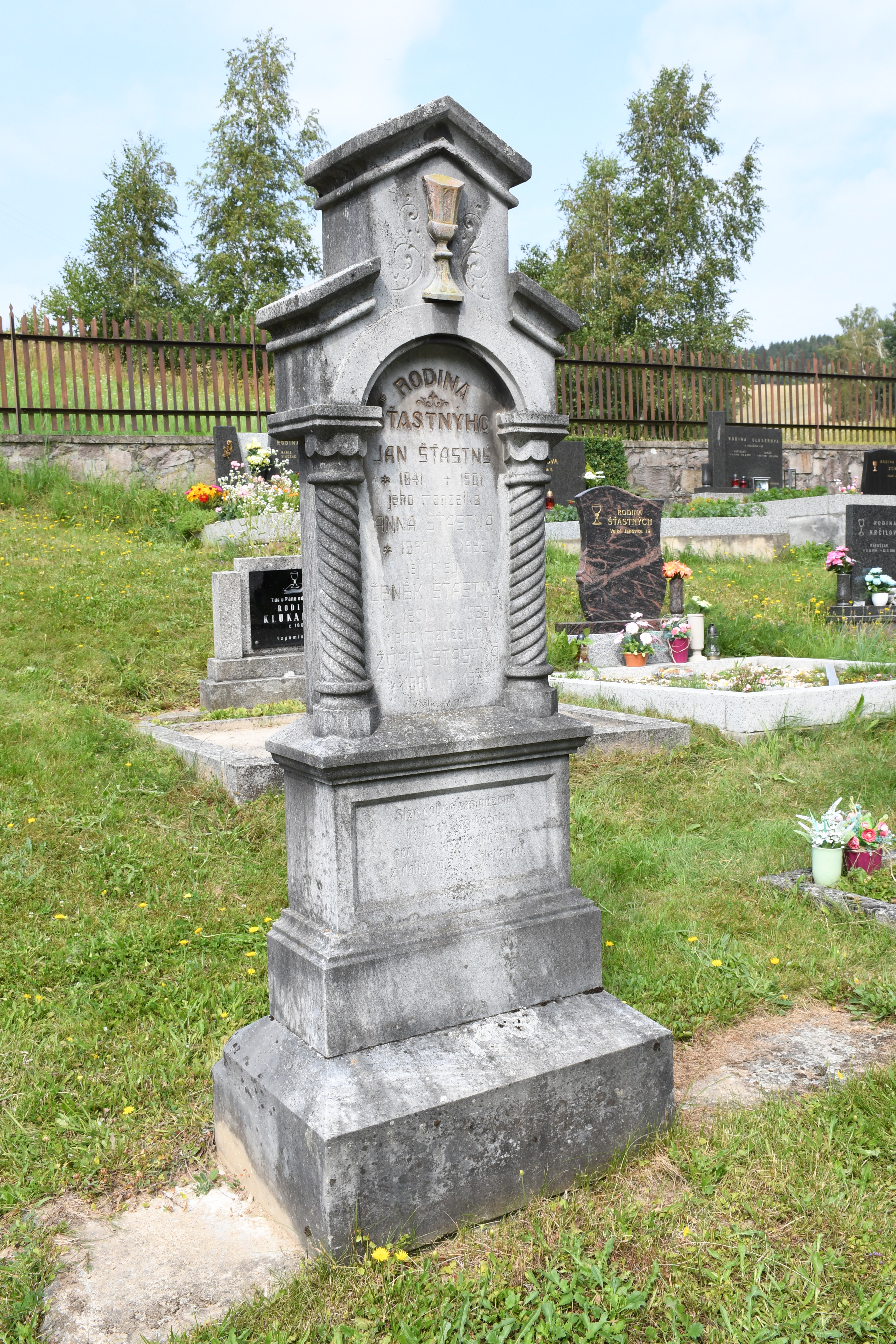
Náhrobek s vyobrazením kalicha na evangelickém hřbitově